# Marvel NOW!
Marvel NOW! je označení pro relaunch několika komiksových sérií vydávaných nakladatelstvím Marvel Comics, které začaly být vydávány v říjnu 2012 znovu od čísla 1. Tato rozsáhlá změna zahrnovala i vydávání několika zcela nových sérií, jako jsou Uncanny Avengers a All-New X-Men. Marvel NOW! označovalo proměnu univerza komiksů Marvel Comics, která souvisela s událostmi v eventu Avengers vs. X-Men, a znamenala proměnu jak pro formát komiksových příběhů, tak pro dějovou historii vydávaných komiksů. Cílem bylo přilákat nové čtenáře, kteří se těžko orientovali v i 50 let běžících sériích. Relaunch k sériím přivedl zcela nové autory, kteří rovněž přišli s novými nápady ohledně historie a designu postav. Označení Marvel NOW! bylo ukončeno v květnu 2015 eventem Secret Wars, kdy se začalo používat označení All-New, All-Different Marvel.
Ke značce Marvel NOW! se tituly vrátily na podzim 2016 po událostech eventu Civil War II. Tím znovu došlo k přečíslování sérií a došlo rovněž na nové tituly jako Occupy Avengers, U.S.Avengers nebo The Unstoppable Wasp.

## Historie vydání
Říjnem 2012 začalo vydávání komiksových sešitů pod značkou Marvel NOW!, což se týkalo celého univerza Marvel Comics. V roce 2014 změny pokračovaly a začaly být vydávány nové série pod názvem All-New Marvel NOW!. Touto změnou z roku 2014 byla většina nových sérií znovu přečíslována a začala být vydávána znovu od čísla jedna, často s přídavkem All-New v názvu. Související změnou bylo vydávání vybraných komiksových sérií pod názvem Avengers NOW!, ta se odehrála po událost z eventu Original Sin. Označení Marvel NOW! oficiálně skončilo v květnu 2015, kdy bylo po eventu Secret Wars nahrazeno dalším restartem sérií pod označením All-New, All-Different Marvel. Marvel Comics změny vysvětlil tím, že všechny fáze Marvel NOW! postupně restartovaly marvelovský vesmír, který se nově ustavil v All-New, All-Different Marvel. Ke značce Marvel NOW! se tituly vrátily na podzim 2016 po událostech eventu Civil War II.

## Vybrané série a autorské týmy

### Marvel NOW! (2012–2015)
- All-New X-Men Vol. 1 (Brian Michael Bendis a Stuart Immonen)
- Avengers Vol. 5 (Jonathan Hickman a Jerome Opena)
- Captain America Vol. 7 (Rick Remender a John Romita Jr.)
- Deadpool Vol. 3 (Brian Posehn, Gerry Duggan a Tony Moore)
- Fantastic Four Vol. 4 (Matt Fraction a Mark Bagley)
- Indestructible Hulk Vol. 1 (Mark Waid a Leinil Yu)
- Iron Man Vol. 6 (Kieron Gillen a Greg Land)
- New Avengers Vol. 3 (Jonathan Hickman a Steve Epting)
- The Superior Spider-Man Vol. 1 (Dan Slott a Ryan Stegman) – Do těla Petera Parkera přenesl svou mysl Otto Octavius, který se tím stal novým Spider-Manem.
- Thor: God of Thunder Vol. 1 (Jason Aaron a Esad Ribic)
- Uncanny Avengers Vol. 1 (Rick Remender a John Cassaday)
- Uncanny X-Men Vol. 3 (Brian Michael Bendis a Chris Bachalo)
- Wolverine Vol. 5 (Paul Cornell a Alan Davis)
- X-Men Vol. 4 (Brian Wood a Olivier Coipel)

### All-New Marvel NOW! (2014)
- All-New Invaders Vol. 1 (Felipe Smith a Tradd Moore)
- The Amazing Spider-Man Vol. 3 (Dan Slott a Humberto Ramos)
- Black Widow Vol. 5 (Nathan Edmondson a Phil Noto)
- Daredevil Vol. 4 (Mark Waid a Chris Samnee)
- Hulk Vol. 3 (Mark Waid a Mark Bagley)
- Moon Knight Vol. 7 (Warren Ellis a Declan Shalvey)
- Wolverine Vol. 6 (Paul Cornell a Ryan Stegman)

### Avengers NOW! (2015)
- All-New Captain America Vol. 1 (Rick Remender a Stuart Immonen) – Steve Rogers byl v komiksu nahrazen Samem Wilsonem (alias Falconem).
- Angela Asgard's Assassin Vol. 1 (Kieron Gillen, Marguerite Bennett, Phil Jimenez & Stephanie Hans) – Zjistilo se, že Angela je dlouho ztracená dcera Odina a nevlastní sestra Thora.
- Bucky Barnes: The Winter Soldier Vol. 1 (Aleš Kot a Marco Rudy) – Bucky Barnes se vydává do vesmíru a hraje roli, kterou dosud hrál Nick Fury.
- Superior Iron Man Vol. 1 (Tom Taylor a Yildiray Cinar) – Tony Stark si postavil nový zcela bílý oblek Iron Mana.
- Thor Vol. 4 (Jason Aaron a Russell Dauterman) – Identitu Thora převzala žena, jak se později ukázalo šlo o Jane Fosterovou.,

### Marvel NOW! (2016)
- Avengers Vol. 7 (Mark Waid a Michael Del Mundo)
- Black Panther Vol. 6 (Ta-Nehisi Coates a Chris Sprouse)
- Black Widow Vol. 6 (Chris Samnee a Mark Waid)
- CAGE! Vol. 1 (Genndy Tartakovsky)
- Captain America: Sam Wilson Vol. 1 (Nick Spencer a Paul Renaud)
- Captain America: Steve Rogers Vol. 1 (Nick Spencer a Jesus Saiz)
- Deadpool Vol. 4 (Gerry Duggan a Matteo Lolli)
- Guardians of the Galaxy Vol. 4 (Brian Michael Bendis a Valerio Schiti)
- Hawkeye Vol. 5 (Kelly Thompson a Leonardo Romero) – Pod superhrdinskou identitou Hawkeye se skrývá Kate Bishopová.
- Infamous Iron Man Vol. 1 (Brian Michael Bendis a Alex Maleev) – Roli Iron Mana převzal Victor von Doom.
- Invincible Iron Man Vol. 3 (Brian Michael Bendis a Stefano Caselli) – Hlavní protagonistkou série je Riri Williamsová vystupující jako superhrdinka Ironheart.
- Mighty Thor Vol. 2 (Jason Aaron a Steve Epting) – Thorem nadále zůstává Jane Fosterová.
- The Unstoppable Wasp Vol. 1 (Jeremy Whitley a Elsa Charretier) – Novou Wasp je Nadia Pym, dcera Hanka Pyma (Ant-Mana) a jeho první ženy Mariy Trovaya.
- Uncanny Avengers Vol. 3 (Gerry Duggan a Pepe Larraz)